# サンレモン
株式会社サンレモンとは東京都豊島区にあるぬいぐるみメーカーである。

## 概要
1984年（昭和59年）7月4日創業。主な事業は雑貨店などに向けて中～高価格帯のぬいぐるみの製造・販売やテーマパークに向けたOEMである。
製品のターゲットは大人の女性であるが、男性の購入も増えているという。韓国の男性アイドルが同社製のクオッカやハリネズミのぬいぐるみを手にしていることが話題となり、既存のファン以外にも男女関係なく評判が広がった。
2021年（令和3年）7月1日にナカバヤシが買収し、グループ会社となる。ナカバヤシはノベルティ製作の中でオリジナルのぬいぐるみを作り、文房具を事務用品の印象からかわいらしい要素を加えることなどを想定する。また、買収前は売上高年間約15億円だったものを、3年間で倍の30億円に伸ばす計画をした。

## 事業拠点
- 本社 - 東京都豊島区駒込1-35-1 田村リリアンビル4階[1]
- 配送センター - 埼玉県越谷市流通団地2-1-6[1]

## キャラクター
- ふわふわたっとん - ぬいぐるみのふわふわ感はそのままで両足で自立する[5]。立っていないときは「寝とん」になる[5]。サイズはおよそ高さ15 cm × 横幅14 cmと片手で持つことができ、部屋に飾るのみならず旅行にも連れて行きやすい[5]。
- ひざねこシリーズ - ぬいぐるみとしては大き目のサイズであるが、程よい重さで本物の猫のようなぬいぐるみ[4]。

そのほかにも様々なシリーズのぬいぐるみを手掛ける。